# Eudorylaimus obtusicaudatus
Eudorylaimus obtusicaudatus is een rondwormensoort uit de familie van de Dorylaimidae. De wetenschappelijke naam van de soort is voor het eerst geldig gepubliceerd in 1865 door Bastian.